# Tumore cheratocistico odontogeno
Il tumore cheratocistico odontogeno o tumore odontogeno cheratosico è una neoplasia benigna ad aspetto cistico delle ossa mascellari caratterizzata da aggressività locale e tendenza a frequente recidiva. Fino a poco tempo fa veniva classificato tra le cisti odontogene dei mascellari, con il nome di cheratocisti o cisti primordiale. Origina dai residui del tessuto epiteliale che partecipa alla formazione del dente (lamina dentale). Si presenta come una lesione cistica uni- o multiloculare, a crescita invasiva, che tende ad espandersi all'interno del tessuto osseo, inducendone il riassorbimento, fino ad affiorare in superficie, deformandone i contorni. Inizialmente asintomatica, se non individuata e trattata tende a manifestarsi con una sintomatologia legata al processo di espansione, che comprende deformazione dell'osso interessato e dei tessuti molli, dolore, spostamenti dentali, parestesie ed anestesia per compressione di nervi. Può presentarsi con aspetto multiplo, e quando associata a neoplasie cutanee ed anomalie scheletriche compone il quadro della sindrome di Gorlin-Goltz. Il trattamento è principalmente chirurgico, e prevede l'asportazione della lesione, seguita da un attento follow up a distanza.

## Epidemiologia
Secondo la più ampia metanalisi svolta sugli studi pubblicati negli ultimi 20 anni, il tumore cheratocistico odontogeno è la seconda forma di tumore odontogeno per frequenza di diagnosi (14,3%), mentre il più frequente sarebbe l'ameloblastoma (36,9%). Questo dato non è comunque geograficamente uniforme, tanto che altri studi mostrano un rapporto invertito tra le due patologie.
L'età media alla diagnosi è intorno alla terza decade, ma con una distribuzione ampia che comprende tutte le età, con casi riscontrati anche in età giovanile e scolare. La manifestazione della patologia legata alla sindrome di Gorlin-Goltz tende tipicamente a presentarsi in età più precoce.
Molti studi hanno mostrato una prevalenza nel sesso maschile, ma non in modo uniforme, con dati che variano da un rapporto di 2:1 alla sostanziale parità.

## Eziopatogenesi
Le cause alla base della formazione del tumore cheratocistico odontogeno non sono al momento conosciute, ma la presenza costante di lesioni di questo tipo (spesso anche multiple) all'interno del quadro della sindrome di Gorlin-Gotz (NBCCS) ha permesso di localizzare una modificazione genetica altamente significativa per la comparsa della patologia. Il gene alterato è stato identificato nel PTCH1, situato nell'uomo sul cromosoma 9, che esprime una proteina transmembrana implicata nel sistema di trasmissione Hedgehog, il cui alterato funzionamento è in grado di sovvertire una serie di funzioni cellulari di notevole importanza, e promuovere la formazione di alcuni tumori. Un altro gene implicato sembra essere l'oncosoppressore FHIT. Sono però state rilevate numerose anomalie anche in altri geni associati ai meccanismi di promozione tumorale.
Il processo di espansione, a differenza delle cisti infiammatorie e disembriogenetiche, appare comunque legato ad una proliferazione attiva del tessuto epiteliale di rivestimento della cavità, che mostra una forte attività mitotica. Si è rilevata anche una significativa attività angiogenetica nella capsula fibrosa della lesione ed un aumento di produzione di enzimi legati all'attività aggressiva sui tessuti circostanti, come le metalloproteasi. Questi aspetti sembrano poter spiegare la maggiore aggressività e la spiccata tendenza alla recidiva che caratterizzano questa patologia, tendenza comunque non uniforme e che sembra poter essere correlabile anche all'aspetto macroscopico della lesione.

### Complicanze
La complicanza più comune è lo sviluppo di un'infezione che interessa la cavità cistica (empiema). In questo caso i sintomi saranno il dolore, il gonfiore ed il rialzo febbrile. Se la parete della lesione si trova in prossimità della superficie, si potrà avere una fuoriuscita di materiale purulento con fistolizzazione.
La complicanza più temibile per questa patologia è comunque la possibilità della trasformazione in una forma neoplastica più aggressiva, come l'ameloblastoma, o maligna, come il carcinoma a cellule squamose. Casi del genere sono comunque considerati estremamente rari.

## Anatomia patologica

### Classificazione istologica
Fino a pochi anni fa, questa patologia veniva classificata tra le cisti odontogene dei mascellari, e denominata cheratocisti o cisti primordiale. Considerata la sua aggressività, e alla luce delle osservazioni nel campo della biologia molecolare che ne hanno dimostrato la natura più vicina ad una forma neoplastica, nel 2005 l'Organizzazione mondiale della sanità ha riclassificato la patologia, differenziandola a seconda dell'aspetto istologico. Si è quindi distinto una forma neoplastica, ridenominata tumore cheratocistico odonotogeno (KCOT), in cui prevale l'aspetto paracheratosico, con scarsa ed incompleta cheratinizzazione, dalla forma ortocheratosica, in cui lo strato cheratinizzato è più uniforme e la struttura dell'epitelio maggiormente regolare. In questo secondo caso la patologia rimane classificata tra le cisti di tipo disembriogenetico, con la denominazione di cisti odontogena ortocheratinizzante (OOC). La proporzione tra i due tipi di lesioni sembra comunque dimostrare la forte prevalenza della forma paracheratosica, con solo un 10% di casi di OOC.

### Aspetto microscopico
La parete è costituita da una sottile capsula fibrosa sovrastata da un epitelio pluristratificato a sua volta piuttosto sottile ed irregolare, talvolta ondulato, e caratterizzato da paracheratosi. Nell'epitelio si osserva uno strato basale con disposizione delle cellule a palizzata, con nuclei rivolti verso gli strati soprastanti ed intensamente basofili. Questo aspetto risulta particolarmente importante per la differenziazione dalla variante non neoplastica, caratterizzata da ortocheratosi. Gli strati cellulari soprastanti quello basale possono mostrare gradi variabili di displasia e mitosi, e lo strato cheratinizzato è sottile ed irregolare. Capsula fibrosa e strato epiteliale sono facilmente separabili tra loro. Il lume cistico è occupato da liquido sieroso e cheratina. Nel caso si sia verificato un episodio infiammatorio, si ritroveranno le cellule tipiche, altrimenti assenti, e la disposizione dei tessuti potrà esserne alterata, rendendo talvolta difficile il riconoscimento tramite l'esame istologico. In un numero limitato di casi nella parete della lesione sono rilevabili calcificazioni, la cui origine non è ancora stata chiarita.

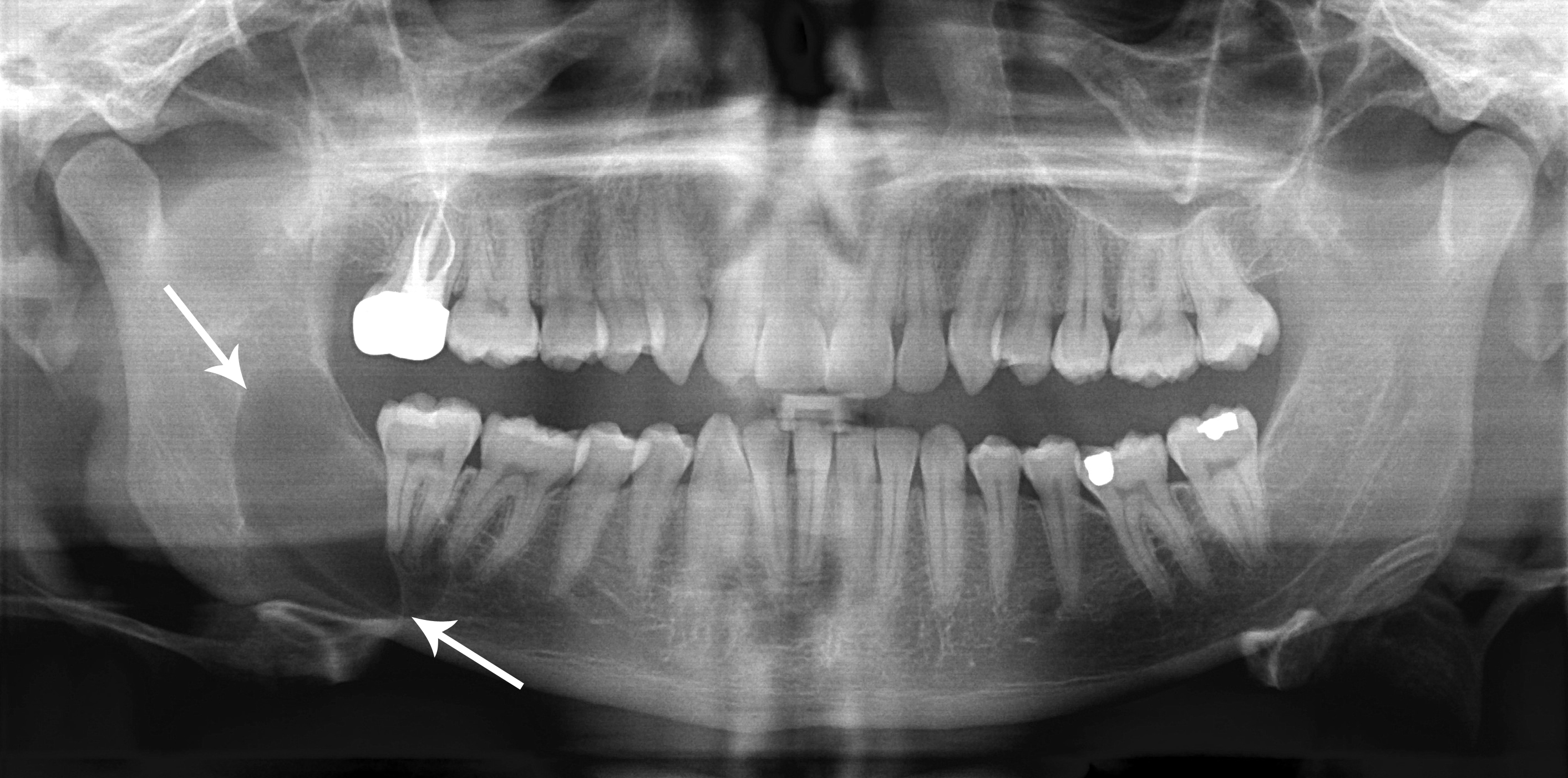
Aspetto radiografico di un tumore cheratocistico odontogeno in posizione retromolare all'angolo mandibolare destro. La lesione era asintomatica.

### Aspetto macroscopico
Dal punto di vista radiografico, l'aspetto tipico è quello di una lesione intraossea radiotrasparente a margini piuttosto netti, talvolta festonati o con aspetto multiloculare. Un aspetto riscontrato abitualmente è la tendenza della patologia ad espandersi rimanendo all'interno dell'osso, con minore tendenza rispetto alle altre lesioni cistiche all'interessamento della corticale. Sono però stati segnalati anche casi anomali di espansione diretta verso l'esterno dell'osso. All'osservazione diretta, la parete cistica è spesso fragile e tende a separarsi facilmente nei suoi strati; presenta inoltre pieghe ed invaginazioni che possono dare origini a cisti accessorie, e causare l'aspetto multiloculare talvolta riscontrabile, fatto che contribuisce a rendere difficoltosa l'enucleazione della lesione integra. Quando la lesione emerge in superficie, l'adesione con i tessuti di rivestimento (periostio ed epitelio di superficie) può risultare nella necessità di una loro eliminazione contestuale all'intervento di asportazione chirurgica.
Il contenuto cistico è di aspetto caseoso simil-purulento, a volte non omogeneo, soprattutto in caso di pregressa infezione. Talvolta il dente in inclusione associato alla lesione viene completamente inglobato nel fluido.

## Profilo clinico
Il tumore cheratocistico odontogeno tende a non manifestare alcuna sintomatologia per un tempo piuttosto lungo, per cui inizialmente può essere osservato solo casualmente, attraverso analisi radiografiche eseguite per altre patologie. Solo quando le sue dimensioni diventano importanti si ha la comparsa di segni e sintomi legati all'espansione, tra cui i più comuni sono la tumefazione ed il dolore. In particolare la sintomatologia dolorosa tende a comparire nel caso di sovrapposizione di un'infezione (empiema), a cui può far seguito la fistolizzazione, solitamente in sede intraorale, più raramente in sede cutanea. Nel caso di interessamento per compressione di fasci vasculo-nervosi importanti, si avrà parestesia o anestesia delle zone innervate. La crescita espansiva può portare a spostamento dei denti raggiunti dalla parete della lesione, mentre risultano più rari gli aspetti di riassorbimento radicolare e di perdita di vitalità. Nei casi più eclatanti il tumore può arrivare ad occupare l'intero corpo dell'osso. Sono stati segnalati anche rari casi di localizzazione extraossea, per cui è stata proposta una denominazione apposita di variante periferica (POKC), con caratteristiche peraltro sovrapponibili al KCOT, compreso il rischio di recidiva.
Può colpire entrambe le arcate mascellari, ma con frequenza più alta nella mandibola rispetto al mascellare superiore, con una predilezione per l'angolo mandibolare. Si associa all'inclusione di un dente nel 25-40% dei casi.
Nel quadro della sindrome di Gorlin-Goltz, il tumore cheratocistico odontogeno si caratterizza per essere la lesione di più frequente riscontro in assoluto, nonché spesso la prima manifestazione a venire rilevata, permettendo così la diagnosi precoce.

## Profilo diagnostico

### Esami di laboratorio e strumentali
L'esame radiografico classico è in grado di mostrare solo i limiti bidimensionali della lesione radiotrasparente, per cui risultano più utili tecniche in grado di mostrare l'estensione tridimensionale della lesione, come il ct-scan od il cone-beam.
Tecniche per la diagnosi istologica a bassa invasività come l'agobiopsia vengono abitualmente utilizzate, con buona efficacia. L'esame istologico della parete cistica viene comunque considerato fondamentale per la diagnosi certa di questa patologia. Visto l'aspetto spesso non uniforme, viene inoltre consigliato un prelievo multiplo, e nel caso di asportazione chirurgica, va preferibilmente esteso a tutto il reperto operatorio, anche se la fragilità della parete difficilmente permette l'asportazione della lesione integra. L'esame dell'intera parete viene inoltre consigliato per escludere l'evenienza di trasformazione maligna, rara ma possibile.

### Diagnosi differenziale
Come lesione radiotrasparente, il tumore cheratocistico odontogeno va distinto dalle più comuni forme di cisti dei mascellari, di origine infiammatoria, disembriogenetica o reattiva. La posizione della lesione può essere spesso d'aiuto per la distinzione con le cisti radicolari, mentre più complessa può risultare la distinzione con le cisti dentigere o le varie forme di cisti non odontogene. L'uso dell'agobiopsia può rivelarsi di qualche aiuto, ma spesso solo l'esame istologico da prelievo bioptico può essere realmente risolutivo, come risulta anche fondamentale per escludere dalla diagnosi i tumori odontogeni di tipo non addensante, come il granuloma eosinofilo, il tumore odontogeno adenomatoide, il fibroma ameloblastico, e soprattutto l'ameloblastoma nelle sue diverse forme, a loro volta caratterizzate da crescita espansiva e possibilità di recidiva.

## Terapia
L'intervento di scelta per il trattamento di questa lesione è di tipo chirurgico, anche se non esiste un protocollo condiviso sulla tecnica da utilizzare. La procedura più semplice è quella dell'enucleazione dei tessuti patologici accompagnata da uno scrupoloso curettaggio delle pareti ossee residue, che però espone ad un alto rischio di recidiva, per la difficoltà di eliminare totalmente il tessuto epiteliale. Per questo sono state proposte modifiche alla procedura, tra cui la più comune è l'uso di una soluzione fissativa (liquido di Carnoy) a base di alcol etilico (60%), cloroformio (30%) e acido acetico (10%), da posizionare a fine intervento per alcuni minuti nella cavità residuata, allo scopo di indurre la necrosi delle rimanenti cellule epiteliali, tecnica che sembra non comportare eventuali danni a strutture limitrofe. Per ottenere lo stesso effetto è stata proposta anche la crioterapia con azoto liquido, e l'uso dell'elettrobisturi. Nei casi di maggiore aggressività della lesione, e soprattutto quando si è in presenza di recidive, viene considerato necessario adottare tecniche resettive più radicali, ampliando l'asportazione dell'osso interessato. Sono state proposte anche tecniche conservative, come la Marsupializzazione, allo scopo di salvaguardare strutture delicate come fasci vasculo-nervosi o denti, particolarmente a rischio nei casi di pazienti giovani in dentizione mista. Una volta ottenuta la riduzione della lesione per decompressione, viene comunque consigliata la successiva asportazione completa dei tessuti patologici.

## Prognosi
Una delle caratteristiche più temibili del tumore cheratocistico odontogeno è l'elevata tendenza alla recidiva, che si manifesta anche a distanza di tempo, caratteristica che sembra essere correlata sia alla difficoltà di una rimozione completa di tutta la frazione cellulare, sia alla elevata attività di quest'ultima nel riprodurre nuove lesioni. La frequenza con cui questa avviene è variabile e legata al tipo di intervento, e le lesioni sembrano ripresentarsi con maggiore frequenza in forma multiloculare o multipla. Nel caso in cui le lesioni compaiano nel quadro della sindrome di Gorlin-Goltz, la frequenza di recidiva sembra essere ancora più elevata. Questo motiva la necessità di un attento follow-up, effettuato tramite esami radiografici periodici, che va protratto per un periodo di tempo anche superiore al decennio.